# Gais 1982
Fotbollsklubben Gais spelade säsongen 1982 i division III nordvästra Götaland efter att 1981 för första gången ha degraderats till division III. Gais vann serien överlägset, men åkte sedan sensationellt ut i första kvalomgången mot Järla IF och fick stanna i trean.
I svenska cupen 1982/1983 åkte Gais ut i femte omgången.
Danske Flemming Pehrson blev Gais interna skyttekung med sina 18 mål, flest i hela division III, medan backklippan Lallo Fernandez tilldelades Hedersmakrillen som lagets bästa spelare.

## Inför säsongen
Vid årsmötet i november 1981 valdes Sternhard Wilson till ny ordförande efter Reinhold Gamklou, och den nya styrelsen förklarade att Gais från och med nu skulle drivas affärsmässigt, organisationen skulle bli bättre och skulderna skulle under en femårsperiod försvinna. Man fortsatte satsa på ungdomsproffsen, utökade scoutingverksamheten och valde den ännu aktive Kjell Uppling som styrelsens fotbollsansvarige. Vid årsmötet presenterades dessutom den nye tränaren Bo Falk från Kalmar FF och det första nyförvärvet, den danske målskytten Flemming Pehrson, som kom från Mjällby AIF. Bland övriga nyförvärv märktes offensiva krafter som Tomas "X:et" Erixon som hade spelat allsvenskt med IFK Norrköping, Ulf Köhl från Lekstorps IF och Lars Mörk från IFK Göteborg.
Bo Falk hade ett rykte om sig att vara en hetlevrad och krävande tränare. Han slog fast att Gais skulle träna som ett allsvenskt lag – fem gånger i veckan under vinteruppehållet – och konstaterade att Gais satsning på ungdomsproffs var riktig, då klubben därigenom hade en bredd som kunde motivera A-lagsspelarna.

## Seriespel
Gais tog i sin första division III-match någonsin emot IFK Trollhättan hemma på Ullevi. Man vann komfortabelt med 4–1 efter två mål av nye Flemming Pehrson. Gais fick ändå kritik för att man inte kunde föra spelet och hålla boll på mittfältet, en kritik som Falk höll med om. Han gav ingen av spelarna godkänt efter premiären, och klandrade det låga tempot och det dåliga passningsspelet.
I den andra omgången, borta mot Grebbestads IF, visade sig svagheterna. Grebbestad anfördes av den evigt unge före detta gaisaren Sten Pålsson, och manövrerade ut Gais med lågt försvar och hård markering. Gais förlorade med 2–3. De andra lagen i serien lärde av Grebbestads seger. Åmålsklubben IF Viken ställde ut en försvarsmur i straffområdet, och med bara 20 minuter kvar hade Gais en knapp 2–1-ledning. När sedan Viken begick misstaget att gå framåt för att försöka kvittera blixtrade dock Gais till och gjorde hela fem mål till för en 7–1-seger. Denna match blev även debut för den 17-årige senare stjärnmålvakten Sören Järelöv, som vikarierade för en ryggskadad Kjell Uppling.
I nästa omgång upprepade sig historien. Gais hade ett stort övertag under första timmen mot Trollhättans FK, men hade bara 0–0 då motståndarna flyttade fram sina positioner och Gais kunde, återigen genom Pehrson, göra två snabba mål för en 2–0-seger. Därefter nådde Gais dock bara oavgjort 1–1 mot Stenungsunds IF och 2–2 mot Öckerö IF. Gais var ineffektivt framför mål, men ett annat problem blev också tydligt: Småklubbarna i serien fick extra kämpaglöd av att möta storlaget Gais, och vart Gais än reste kom stora skaror av hemmafans. Gais hittade dock ett vapen mot försvarsmurarna: fasta situationer. I 4–1-segern mot Trollhättans IF kom samtliga mål på hörna eller inkast. "X:et" Erixon hade ett mäktigt inkast, och han tog även Gais frisparkar och hörnor.
Hemma mot Alingsås IF lossnade också målskyttet för Ulf Köhl, som gjorde hela fyra mål när Gais vann med 9–2 och Gais drog ifrån i serietoppen. Med två formstarka målskyttar i Köhl och Pehrson och Lars Mörk som pådrivare på mittfältet hade Gais sedan sex segrar och en oavgjord innan man återigen ställdes mot Grebbestad. Gais missade en uppsjö klara målchanser och en straff, och Bo Falk fick sitt första av många raseriutbrott i klubben och visades upp på läktaren. Matchen slutade 0–0, men serien var ändå ingen match för Gais, som fortsatte utklassa det mesta av motståndet: 5–1 mot IK Kongahälla, 7–0 mot IF Warta och hela 10–0 mot Mossens BK, som tränades av gamle Gaisbekantingen Tom Lilledal.
Gais offensiv var urstark; förutom Pehrson och Köhl var även Lars-Inge Andersson, Mörk och Lars Liljeblad flitiga målskyttar. Även defensivt blev säsongen bättre och bättre. Den rutinerade Mikael Berthagen höll ihop backlinjen, och unge Sören Järelöv kom under säsongen helt att konkurrera ut skadedrabbade Kjell Uppling på målvaktspositionen. Även ungdomsproffset Ulf Wiliö imponerade på sin liberoposition. Till sist vann Gais serien med fem poängs marginal till Grebbestad på andra plats, efter 16 segrar, fem oavgjorda och bara en enda förlust. Trots 86 gjorda mål, vilket både var rekord för klubben under en säsong och flest mål i Sverige under 1982, beskylldes Gais inte helt oförtjänt för att vara ineffektivt.

### Tabell
| Nr | Lag                 | S  | V  | O  | F  | GM | IM | MS  | P  |
| -- | ------------------- | -- | -- | -- | -- | -- | -- | --- | -- |
| 1  | Gais (N)            | 22 | 16 | 5  | 1  | 86 | 20 | +66 | 37 |
| 2  | Grebbestads IF      | 22 | 13 | 6  | 3  | 56 | 32 | +24 | 32 |
| 3  | IF Viken            | 22 | 13 | 6  | 3  | 50 | 33 | +17 | 32 |
| 4  | Trollhättans FK     | 22 | 7  | 10 | 5  | 29 | 23 | +6  | 24 |
| 5  | IFK Trollhättan (U) | 22 | 9  | 5  | 8  | 42 | 32 | +10 | 23 |
| 6  | Trollhättans IF     | 22 | 7  | 7  | 8  | 28 | 39 | −11 | 21 |
| 7  | Alingsås IF         | 22 | 7  | 5  | 10 | 29 | 40 | −11 | 19 |
| 8  | IF Warta            | 22 | 6  | 7  | 9  | 38 | 56 | −18 | 19 |
| 9  | Stenungsunds IF     | 22 | 5  | 8  | 9  | 28 | 35 | −7  | 18 |
| 10 | IK Kongahälla       | 22 | 6  | 4  | 12 | 29 | 56 | −27 | 16 |
| 11 | Mossens BK          | 22 | 5  | 4  | 13 | 27 | 48 | −21 | 14 |
| 12 | Öckerö IF (U)       | 22 | 2  | 5  | 15 | 26 | 54 | −28 | 9  |

### Seriematcher
| Lag             | Hemma | Borta |
| --------------- | ----- | ----- |
| Grebbestads IF  | 0–0   | 2–3   |
| IF Viken        | 7–1   | 4–1   |
| Trollhättans FK | 2–1   | 2–0   |
| IFK Trollhättan | 4–1   | 2–0   |
| Trollhättans IF | 7–0   | 4–1   |
| Alingsås IF     | 9–2   | 2–0   |
| IF Warta        | 2–2   | 7–0   |
| Stenungsunds IF | 1–1   | 1–1   |
| IK Kongahälla   | 5–1   | 6–0   |
| Mossens BK      | 10–0  | 3–2   |
| Öckerö IF       | 4–1   | 2–2   |

### Spelarstatistik
| Spelare             | Matcher | Mål |
| ------------------- | ------- | --- |
| Lars Mörk           | 22      | 10  |
| Mikael Berthagen    | 22      | 2   |
| Flemming Pehrson    | 21      | 18  |
| Lars-Inge Andersson | 21      | 13  |
| Lars Liljeblad      | 21      | 9   |
| Tomas Erixon        | 21      | 7   |
| Lallo Fernandez     | 21      |     |
| Ulf Köhl            | 19      | 13  |
| Bengt Andersson     | 19      | 4   |
| Mikael Johansson    | 16      | 3   |
| Sören Järelöv (mv)  | 13      | 1   |
| Osborn Larsson      | 12      | 2   |
| Ulf Wiliö           | 10      |     |
| Kjell Uppling (mv)  | 9       |     |
| Kenth Johansson     | 8       |     |
| Ulf Andreasson      | 6       | 1   |
| Morgan Lagemyr      | 5       | 2   |
| Niclas Sjöstedt     | 2       | 1   |

### Kvalspel
I första kvalomgången lottades Gais mot Järla IF från Nacka utanför Stockholm. Järlas lag var uppbyggt kring före detta spelare från de tre stora Stockholmslagen, och Gais var storfavoriter. I den första matchen, på Nacka IP inför 1 500 åskådare, var Gais totalt överlägset, men Järla lyckades hålla sitt försvar intakt, och i halvtid stod det fortfarande 0–0. I andra halvlek fick Gais ett ännu större spelövertag, då man flyttat upp Mikael Johansson från mittfältet till anfallet för att komplettera Lars-Inge Andersson och Flemming Pehrson, men trots att "X:et" Erixon matade på med sina inlägg och Järlaförsvaret stundom hade stora problem med Pehrson lyckades Gais inte göra mål. 0–0 blev slutresultatet, men ingen trodde att Järla skulle rå på Gais på bortaplan.
Tisdagen den 12 oktober 1982 var det dags för retur på Ullevi inför 4 289 åskådare. Gais fortsatte som man avslutat den första matchen, med att rada upp målchanser. Efter 19 minuter sköt dock Järlas Stefan Wallén från 25 meter. Bollen styrdes på Lallo Fernandez och ställde Järelöv. 0–1 var ett faktum, och på grund av bortamålsregeln behövde Gais nu göra två mål för att gå vidare till andra kvalomgången. Gais låg på ännu hårdare, och Flemming Pehrson hade en handfull solklara målchanser, men träffade bara ribban och stolpen. Järlas reservmålvakt Kjell Larsson gjorde en stormatch, och Pehrson blev nedgjord i straffområdet två gånger utan att domaren Christer Drottz blåste för straff. Med 25 minuter kvar kom till sist 1–1. Gais lagkapten Bengt Andersson vräkte sig fram på ett inlägg av Erixon och nickade in kvitteringen. Nu forcerade Gais än mer, men trots sex minuters tilläggstid blev det inga fler mål. I stället blev Bengt Andersson utvisad och Järla var nära att kontra in ett segermål. Matchen slutade 1–1 och Gais var mot alla odds utslaget. Många gaisare var nu rädda att Gais aldrig skulle komma tillbaka till elitfotbollen.

## Svenska cupen
I svenska cupen fick Gais som division III-klubb gå in redan i kvalomgången i april. Man besegrade där Kungsbacka BI med 3–2 borta efter två mål av Flemming Pehrson och ett av Ulf Andreasson. I omgång 1 slog man Askims IK borta med 4–2 efter mål av Kim Eriksen, Lars-Inge Andersson, Bengt Andersson och Lars Mörk, och i omgång 2 Kronängs IF borta med 4–1 efter mål av Lars Liljeblad, Ulf Köhl, Lars-Inge Andersson och Tomas Erixon.
I tredje omgången, den 19 juni 1982, fick Gais för första gången under säsongen spela en cupmatch på hemmaplan. Efter förlängning slog man Karlskrona AIF med 4–3 efter två mål av Liljeblad, ett av Pehrson och ett av Erixon. Därefter slog Gais på hemmaplan Åtvidabergs FF med 4–2 inför 1 879 åskådare. Målen gjordes av Köhl (2), Mikael Johansson och Pehrson. I femte omgången blev det till sist respass för Gais, då man förlorade med 2–1 borta mot BK Häcken inför 2 464 åskådare. Gais mål gjordes av Mikael Johansson.